# 松浦成友
松浦 成友（まつうら しげとも、1958年 - ）日本の詩人。東京都町田市相原生まれ。神奈川県相模原市在住。

## 経歴
法政大学高等学校、横浜市立大学国文科卒業。大学卒業後「詩学」「詩と思想」「詩芸術」等に投稿を始める。その後詩誌「鮫」を経て、詩誌「龍」同人。
日本現代詩人会・日本詩人クラブ会員。横浜詩人会理事。

## 著書
- 『風と光のレジェンド』（1991年10月、土曜美術社）ISBN 978-4886253453
- 『影のレミニッセンス』（1996年5月、詩学社）
- 『空のマチエール』（2001年11月、書肆山田）ISBN 978-4879955265
- 『フラグメントの響き』（2005年12月、書肆青樹社）ISBN 978-4883742004
- 『斜めに走る』（2018年12月、思潮社）ISBN 978-4783736516